# Scotty cramp
Scotty Cramp – choroba terierów szkockich i terierów czeskich powodująca drgawki, hipperfleksję (czyli wzmożenie odruchów) i nadmierne wyciąganie nóg. Choroba jest spowodowana zaburzeniami metabolizmu serotoniny, a w efekcie jej niedoborem. Scotty Cramp jest chorobą dziedziczną, autosomalną, recesywną.
Choroba ujawnia się u szczeniąt i młodych psów. Objawy to nazbyt wydajny krok (nadmierne podnoszenie nóg), wyginanie w łuk kręgosłupa, nieskoordynowany chód i przewracanie się. Objawy występują najczęściej w czasie lub po wysiłku fizycznym lub gdy pies się podnieci i ustępują po kilku minutach. Nawroty mogą następować nawet kilka razy dziennie a ich częstotliwość i nasilenie zwiększa się wraz z wiekiem zwierzęcia.
Ze względu na dziedziczność choroby, nie powinno dopuszczać się do rozmnażania zwierząt dotkniętych tą chorobą, ich rodzeństwa i rodziców.